# Coleophora alticolella
Coleophora alticolella é uma espécie de mariposa do gênero Coleophora pertencente à família Coleophoridae.